# Стамотско
Стамотско (на гръцки: Σταμάτι, Стамати, катаревуса Σταμάτιον, Стаматион) е село в Западна Тракия, Гърция в дем Мустафчово.

## География
Селото се намира на южните склонове на Родопите.

## История
Към 1942 година в село Стамотско живеят 180 помаци.